# John III Comyn
Pour les articles homonymes, voir John Comyn.
John III Comyn, seigneur de Badenoch et seigneur de Lochaber, dit aussi John le Rouge ou John Comyn le Jeune († 10 février 1306) est un noble écossais et une importante figure des guerres d'indépendance de l'Écosse, qui fut Gardien de l'Écosse du second semestre 1298 à la fin de 1300 puis de nouveau de 1302 à la soumission de 1304. Il est surtout connu pour avoir été tué par le futur roi Robert Ier Bruce lors d'une rixe devant l'autel du couvent des franciscains de Dumfries.

## Origine et famille
John Comyn est le fils et héritier de John II Comyn († vers 1302), connu comme le « Compétiteur », et de son épouse, Eleanor ou Marjory selon les sources écossaises, sœur de Jean de Bailleul, ensuite roi d'Écosse. Il est connu sous le surnom de « le Jeune » ou « le Fils » jusqu'à ce qu'il hérite de l'important patrimoine de son père. Il apparaît pour la dernière fois comme « le Fils » en 1301. Il est adoubé chevalier par le roi Jean d'Écosse peu après 1292.
John Comyn reçoit vers 1295 les importants châteaux de Walwick, Thornton, et Henshaw en Tynedale.  À la mort de son père il hérite de ses vastes États : dans les Highlands écossais (les seigneuries de Badenoch et Lochaber), dans le Roxburghshire (Bedrule et Scraesburgh), dans le Dumfriesshire (Dalswinton), dans le comté de Perthshire (Findogask et Ochtertyre), dans la vallée de la Clyde (Machan), dans le East Dunbartonshire (Lenzie et Kirkintilloch), et enfin en Nithsdale Tweeddale et Atholl.  Des domaines en Angleterre qui incluent des fiefs importants dans le Tynedale (Tarset et Thornton), héritage de son ancêtre Waltheof de Tynedale, et dans le Lincolnshire (Ulseby).
Les châteaux de Lochindorb, Ruthven, Inverlochy, et le château de Blair forment une formidable ligne défensive de ses positions dans le Nord de l'Écosse, pendant que le château de Dalswinton et ceux de Machan et Kirkintilloch ajoutent du poids à son influence vers le sud. En plus de ces domaines substantiels, John Comyn hérite aussi d'une puissante famille et d'une longue tradition d'implication dans les affaires centrales de la politique écossaise.
Ses relations familiales ont une grande importance dans la politique écossaise entre 1296 et 1306:
- son homonyme John Comyn, comte de Buchan († 1308), qui domine le Nord-Est de l'Écosse, son cousin,
- le roi Jean d'Écosse son oncle maternel,
- Guillaume de Valence, comte de Pembroke, son beau-père.

Son fils est John IV Comyn.

## Pendant le règne de Jean d'Écosse
Comme proche parent de Jean d'Écosse, John III Comyn est l'un de ses principaux partisans pendant son règne. John Comyn « le Jeune » joue un rôle de premier plan quand l'Écosse se révolte contre la suzeraineté anglaise en 1296. Le lundi de Pâques 26 mars, avec sept autres comtes, il traverse la Solway à partir d'Annandale qu'il avait reçu en don de Jean Ier, brûle les villages jusqu'aux faubourgs de Carlisle, essayant sans succès de s'emparer de la ville dans son élan. Il est également présent lors de l'incendie du prieuré d'Hexham deux semaines plus tard, avant de se retirer vers le nord à la nouvelle de l'arrivée imminente d'Édouard Ier d'Angleterre.  Il participe à la prise de Dunbar le 22 avril, cependant le château doit se rendre dès le 28 à Édouard Ier, et John Comyn est pris comme otage par le roi anglais dans les jours précédents. Son épouse Jeanne de Valence était en Angleterre car elle avait obtenu des lettres de sauf-conduit pour aller à Londres dans le cas où son mari entrerait en révolte ouverte contre le roi d'Angleterre. En septembre 1296 elle donne des domaines d'une valeur de 200 merks à Tynedale pour l'aider. Pendant ce temps, avec d'autres nobles écossais, John Comyn se trouve en captivité à Dunbar, il est ensuite envoyé en Angleterre et enfermé dans la tour de Londres. En 1297 il promet de servir le roi outre-mer et s'exécute pendant une campagne contre le roi de France mais en 1298 il est de retour en Écosse.

## Pendant l'interrègne
La période de captivité de John III Comyn  d'avril 1296 à février 1298 est capitale pour la lignée des Comyn de Badenoch. Pas seulement parce que leurs domaines de valeur dans le Northumberland ont été confisqués, mais parce que la suprématie de la famille Comyn dans la politique écossaise, peu contestée depuis le milieu du XIIIe siècle, ne tarde pas à être remise en cause en l'absence des principaux membres de la famille entre 1296 et 1298. James Stuart 5e grand sénéchal († 1309), Robert Wishart († 1316), évêque de Glasgow, et William Wallace († 1305) émergent pendant cette période, et William Wallace devient le seul Gardien de l'Écosse au début de 1298 .
À cette époque John Comyn est encore en opposition contre Édouard Ier, comme le montre le commandement royal du 26 mars de cette année à Jeanne, l'épouse de Comyn, de venir à Londres avec ses enfants sans délai. Après la défaite de l'armée anglaise à la bataille de Stirling Bridge par William Wallace et Andrew de Moray (†  1297) le 11 septembre 1297, Édouard Ier prend la menace écossaise au sérieux. Il établit son quartier général à York dans l'été de 1298, et le 22 juillet il défait les Écossais à la bataille de Falkirk. John III Comyn participe avec sa cavalerie aux forces armées écossaises menées par William  Wallace.
D'après l'historien écossais du XIVe siècle Jean de Fordun, la défaite de Wallace est causée par la fuite de la cavalerie et il en fait le reproche à John Comyn. Il est plus probable que la panique plus que la lâcheté soit la cause de la défaite et il semble que Comyn n'en ait pas été blâmé à l'époque. À la suite de cette défaite William Wallace renonce à sa charge de Gardien de l'Écosse entre juillet et décembre 1298.

## Gardien de l'Écosse
John Comyn « le Jeune » et Robert Bruce, comte de Carrick, le futur roi, sont élus « gardiens de l'Écosse conjoints ». Il est possible que la tension entre John Comyn et Robert Bruce commence à cette époque du fait des prétentions de la Maison de Bruce à la couronne d'Écosse et de l'appui apporté à Jean Balliol par la famille Comyn depuis l'époque de la Grande Cause.
William Lamberton († 1328) évêque de St Andrews est élu comme gardien de l'Écosse aux côtés de John Comyn et de Robert Bruce afin de tenter de préserver l'unité du gouvernement, mais cet accord ne se maintient que jusqu'en mai 1300, quand Bruce est forcé d'abandonner sa charge. Lors d'un Parlement tenu le 10 mai à Rutherglen, John Comyn s'oppose à Lamberton, indiquant qu'il ne veut pas servir plus longtemps avec lui. Une autre réorganisation des « Gardiens de l'Écosse » s'impose afin de préserver l'unité entre Comyn et Lamberton qui demeurent dans leur charge mais conjointement avec Sir Ingram de Umfraville, un allié des Comyn et un parent de Jean d'Écosse.
Cette nouvelle alliance se dissout entre décembre 1300 et mai 1301, quand John de Soules († vers 1310) apparaît comme seul « Gardien ». D'après G.W.S. Barrow, il semble selon les sources officielles que John III Comyn démissionne de sa charge pendant une brève période, alors que pour Jean de Fordun, John Comyn exerce son office de Gardien de manière continue de 1298 à 1304, avec John de Soules comme associé à la demande expresse de Jean d'Écosse de 1301 à 1302.
John Comyn reste seul Gardien à l'automne 1302, quand John de Soules part en France avec une grande ambassade. Au début de 1303 la suprématie de John Comyn dans la politique nationale de l'Écosse est de nouveau totale, depuis le 24 février il est « chef et capitaine » de l'armée écossaise qui défait les Anglais à la bataille de Roslin. Après cette victoire, les Écossais, sous la conduite de Comyn, décrit par le chroniqueur Walter Bower comme « Chef Gardien de l'Écosse », et de Simon Fraser († 1306), harcèlent les officiers comme les partisans du roi d'Angleterre dans le sud de l'Écosse à la frontière de Cumberland. Ils sont encore actifs en automne 1303 quand il razzie le comté de Lennox, obligeant Margaret, comtesse de Lennox, à réclamer l'aide d'Édouard Ier contre John Comyn. La réplique d'Édouard Ier débute à l'été 1303. Il marche vers le nord afin d'imposer l'autorité anglaise, et en octobre 1303 il atteint le château de Lochindorb, au cœur de la puissance territoriale au nord de John Comyn.
Un accord de paix est signé entre la France et l'Angleterre le 20 mai 1303, et tous les chefs écossais, à l'exception de William Wallace, Simon Fraser et John de Soules, se soumettent à Édouard Ier le 9 février 1304. John III Comyn, du fait de sa fonction de Gardien de l'Écosse, tente de négocier les conditions de cette soumission. Les tractations  débutent avec le comte d'Ulster, commandant des armées royales anglaises, dans l'ouest de l'Écosse le 6 février car John III Comyn refuse de se rendre sans conditions .
Il réclame premièrement une amnistie et la restauration dans leurs États de ceux qui ont combattu contre le roi d'Angleterre et ensuite que le peuple écossais soit « protégé dans toutes ses lois, coutumes et libertés et en particulier celles qui existaient à l'époque du roi Alexander III. »  Il n'y eut pas de spoliation mais toutes les demandes de Jean III Comyn relatives à la restauration des lois du « bon vieux temps du roi Alexandre III » ne sont pas prises en compte et diverses sentences d'exil sont infligées aux dirigeants écossais les plus actifs. Robert Wishart, évêque de Glasgow, par exemple, est initialement condamné à quitter l'Écosse pendant deux ou trois ans ; de plus, John Comyn, Alexandre Lindsay, David Graham, et Simon Fraser reçoivent l'ordre de capturer William Wallace et de le livrer à Édouard Ier.  Le roi d'Angleterre prend le gouvernement de l'Écosse et désigne son neveu, Jean de Bretagne († 1334), comme « Lieutenant du Pays d'Écosse ». John Comyn fait partie d'un conseil de 22 nobles écossais, chargé d'assister le nouveau Lieutenant.

## Le meurtre et ses conséquences

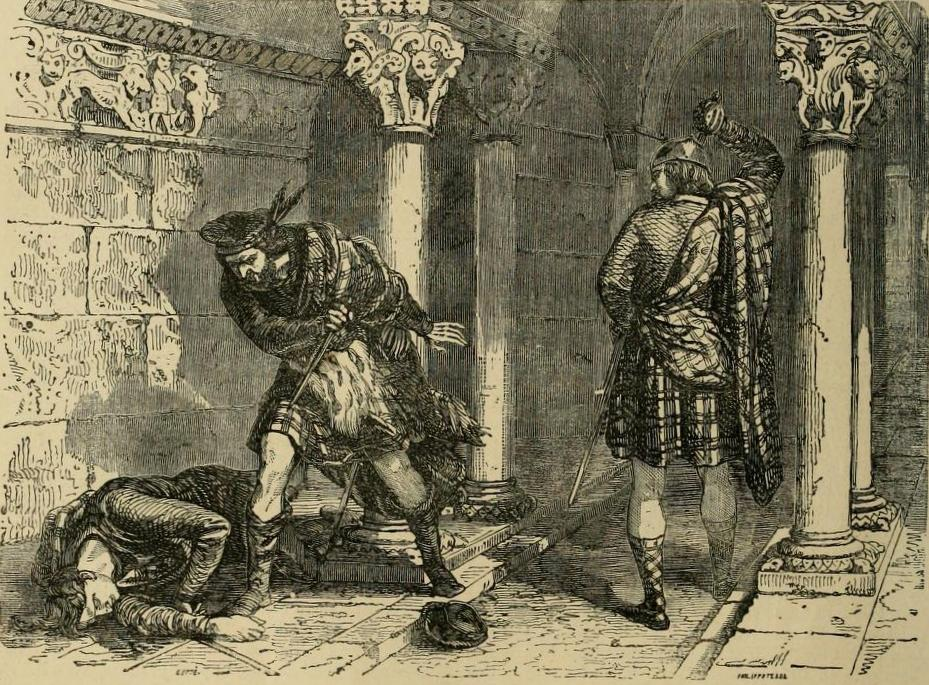
La Mort de Comyn dans l'église des franciscains de Dumfries, telle que représentée au XIXe siècle par Félix Philippoteaux.

La cruelle exécution de William Wallace le 23 août 1305 soulève une vague d'indignation en Écosse contre la suzeraineté anglaise. Elle est à l'origine du meurtre de John III Comyn par Robert Bruce dans l'église des franciscains de Dumfries le 10 février 1306 et du couronnement par ses partisans de Robert Ier Bruce comme roi à Scone six semaines plus tard.
Selon la tradition « romantique » retenue par les chroniqueurs écossais du XIVe siècle et du XVe siècle, Jean de Fordun et Andrew Wyntoun, Robert Bruce et John Comyn, les deux plus puissants nobles d'Écosse, sont rivaux. Ils avaient conclu un accord selon lequel le trône d'Écosse revenait à Robert Bruce alors que John Comyn recevait en compensation les domaines des Bruce. John Comyn trahit Bruce et dénonce ses plans à Édouard Ier d'Angleterre. Lors d'une confrontation houleuse dans l'église des franciscains de Dumfries, Comyn se querelle avec Bruce et est assassiné avec son oncle Robert.
Les récits anglais plus contemporains donnent une interprétation différente du meurtre. Selon Walter de Guisborough et Thomas Grey, Bruce craint que Comyn ne veuille l’empêcher de s'emparer de la couronne d'Écosse. Il envoie ses frères Thomas et Nigel (Neil) de son château de Lochmaben au château de John Comyn à Dalswinton, situé à 10 miles, demander à Comyn de le rencontrer dans l'église des franciscains de Dumfries, afin de s'entretenir de « certaines affaires ». Il semble que Bruce voulait exposer à Comyn un plan qui prévoit sans aucun doute la restauration de la royauté écossaise à son profit. Après une prise de contact amicale, Robert Bruce reproche à Comyn de l'avoir trahi en rapportant à Édouard Ier qu'il complotait contre lui. Il est probable que leur vieil antagonisme du passé refait surface dans la chaleur de l'échange et que des accusations mutuelles de trahison sont proférées. Robert Bruce frappe John Comyn avec une dague et ses hommes l'attaquent avec leur épée. Mortellement blessé, John Comyn est laissé pour mort. Son oncle Robert Comyn, qui tente de le défendre, est tué par Christopher Seton († 1306), le beau-frère de Bruce.
D'après la tradition commune en Angleterre et en Écosse, John Comyn est achevé par les hommes de Bruce qui reviennent dans l'église. D'après Walter Bower, Bruce revient au château de Lochmaben et rapporte à ses parents James Lindsay et Roger Kirkpatrick qu'il « pense avoir tué John le Rouge Comyn ». Roger Kirkpatrick, selon un récit totalement fantaisiste, se serait exclamé « Je fais le sicaire » .
Il est clair que la rivalité des Comyn et des Bruce était forte depuis 1286. Les Comyn avaient vaincu les révoltes de Bruce en 1286 et 1287, et ils étaient partisans à la fois de la candidature des Bailleul pendant la Grande Cause en 1291-1292 et de Jean d'Écosse pendant son règne à partir de 1292.
John III Comyn représentait une longue tradition de puissance familiale dans la communauté politique écossaise depuis le XIIIe siècle. Il était un obstacle majeur aux ambitions de Robert Bruce, particulièrement du fait de ses prétentions à la succession de Jean d'Écosse de son propre droit et comme héritier de Jean de Bailleul. Les sources contemporaines anglaises comme Guisborough magnifient le refus de John III Comyn de soutenir la « trahison » de Robert Bruce envers le légitime souverain Jean d'Écosse.
L'importance du meurtre de John III Comyn est rapidement reconnue en Angleterre comme en Écosse. Édouard Ier réagit prudemment au début, mais le 5 avril il nomme Aymar de Valence († 1324), le beau-frère de Comyn, son lieutenant spécial en Écosse avec les pleins pouvoirs contre Robert Bruce. L'alliance entre les Anglais et les membres restants de la famille Comyn se poursuivra jusqu'à la bataille de Bannockburn en 1314.
En Écosse, Bruce est contraint après le meurtre de détruire la base territoriale de la puissance de la famille Comyn dans le Nord pour s'assurer le royaume. Une guerre civile s'ajoute au conflit anglo-écossais. En 1306 Édouard Ier ordonne à Jeanne de Valence d'envoyer le fils de John Comyn, John IV Comyn, en Angleterre à la garde de Sir John Weston, maître et gardien des enfants royaux.  Les vastes domaines de John III Comyn sont partagés entre les partisans de Robert Bruce. John IV Comyn perd la vie en Écosse lors de la bataille de Bannockburn, en combattant aux côtés d'Édouard II d'Angleterre, mettant fin à tout espoir de sa famille, les Comyn de Badenoch, de retrouver ses domaines.

## Union et postérité
John III Comyn avait épousé Jeanne de Valence, fille de Guillaume de Valence, comte de Pembroke († 1296), une cousine du roi Édouard Ier d'Angleterre dont il a trois enfants.
- John IV Comyn († 1314), tué lors de la bataille de Bannockburn,
- Elizabeth épouse Richard Talbot,
- Jeanne épouse David II Strathbogie († 1326), comte d'Atholl.

## Dans la fiction
- 2018 : Outlaw King : Le Roi hors-la-loi de David Mckenzie, interprété par Callan Mulvey
- 2019 : Robert the Bruce de Richard Gray, interprété par Jared Harris